# Haverhill (Floryda)
South Palm Beach – miasto w Stanach Zjednoczonych, w stanie Floryda, w hrabstwie Palm Beach.